# Шаговина Машићка
Шаговина Машићка је насељено мјесто у Западној Славонији. Припада општини Окучани, у Бродско-посавској жупанији, Република Хрватска.

## Положај
Налази се на јужним обронцима Псуња. Удаљена је 12 км сјевероисточно од Окучана.

## Историја
До територијалне реорганизације насеље се налазило у саставу бивше општине Нова Градишка.

### Рат у Хрватској
Место се, у складу са својим етничким саставом, прикључило САО Западној Славонији током септембра 1991.
У овом месту се током ноћи 18/19. децембра 1991. године догодио злочин против цивилног становништва. Тада су, приликом пешадијског напада на село, припадници 108. и 121. бригаде Збора народне гарде и специјалци из групе "Свилени", ликвидирали најмање 55 лица српске националности. Село је потом опљачкано и спаљено.

## Становништво
Према попису становништва из 2011. године, насеље Шаговина Машићка је имало само 7 становника.
| Националност       | 1991. | 1981. | 1971. | 1961. |
| Срби               | 189   | 199   | 191   | 170   |
| Југословени        | 4     | 20    |       |       |
| Хрвати             | 16    | 19    | 27    | 43    |
| остали и непознато |       | 1     | 10    | 18    |
| Укупно             | 209   | 239   | 228   | 231   |

| Демографија | Демографија | Демографија |
| Година      | Становника  | Становника  |
| ----------- | ----------- | ----------- |
| 1961.       | 231         |             |
| 1971.       | 228         |             |
| 1981.       | 239         |             |
| 1991.       | 209         |             |
| 2001.       | 18          |             |
| 2011.       |             | 7           |

## Попис 1991.
На попису становништва 1991. године, насељено место Шаговина Машићка је имало 209 становника, следећег националног састава:
| Попис 1991.‍ | Попис 1991.‍ | Попис 1991.‍ | Попис 1991.‍ | Попис 1991.‍ |
| ----------- | ----------- | ----------- | ----------- | ----------- |
|             |             |             |             |             |
| Срби        | Срби        |             | 189         | 90,43%      |
| Хрвати      | Хрвати      |             | 16          | 7,65%       |
| Југословени | Југословени |             | 4           | 1,91%       |
| укупно: 209 |             |             |             |             |